# Glesborg (plaats)
Glesborg is een plaats in de Deense regio Midden-Jutland, gemeente Norddjurs, en telt 497 inwoners (2007).